# Luka Cerovina
Luka Cerovina (in serbo Лука Церовина?; Kragujevac, 8 aprile 2000) è un cestista serbo.